# Artemisiopsis villosa
 Artemisiopsis villosa  (O.Hoffm.) Schweick., 1937 è una specie di piante angiosperme dicotiledoni della famiglia delle Asteraceae, sottofamiglia Asteroideae, tribù Athroismeae e sottotribù Symphyllocarpinae.  Artemisiopsis villosa è anche l'unica specie del genere  Artemisiopsis  S.Moore, 1902 .

## Etimologia
Il nome scientifico della specie è stato definito dai botanici Karl August Otto Hoffmann (1853-1909) e Herold Georg Wilhelm Johannes Schweickerdt (1903-1977) nella pubblicazione " Bulletin of Miscellaneous Information, Royal Gardens, Kew. Kew" ( Bull. Misc. Inform. Kew 1937(9): 446) del 1937.  Il nome scientifico del genere è stato definito dal botanico Spencer Le Marchant Moore (1850-1931) nella pubblicazione " Journal of the Linnean Society. Botany. London" ( J. Linn. Soc., Bot. 35: 331) del 1902.

## Descrizione
Portamento. La specie di questa voce ha un habitus erbaceo con un ciclo biologico annuale. Le piante sono aromatiche e ghiandolari.
Fusto. La parte aerea in genere è eretta o prostrata, semplice o ramosa. Altezza media: 5-40 cm.
Foglie. Le foglie lungo il caule sono disposte in modo alterno e sessile. Sono piatte con forme lineari o strettamente spatolate,  margini interi, base cuneata e apice ottuso; sono tomentose/lanose su entrambe le superfici. Dimensione delle foglie: lunghezza 0,5–3,5 cm; larghezza 0,2–0,6 cm,
Infiorescenza. Le infiorescenze (sinflorescenze) sono formate da capolini solitari, o raccolti in piccoli gruppi (glomeruli) di densi corimbi. Le infiorescenze vere e proprie sono formate da un capolino disciforme composto da un involucro, con forme da campanulate (o globose) o emisferiche, formato da diverse brattee, al cui interno un ricettacolo fa da base ai fiori di due tipi: raggio (non sempre presenti) e disco. Le brattee, piatte, lanceolate, a consistenza cartilaginea con dimensioni più o meno uguali oppure graduate con differenti lunghezze (disposizione embricata) si trovano su più serie (da 1 a 2); i margini sono scariosi. Il ricettacolo (che fa da base ai fiori) ha una superficie piatta/convessa ed è privo di pagliette (a protezione della base dei fiori). Lunghezza dei capolini: 1-2 mm.
Fiori.  I fiori sono tetra-ciclici (formati cioè da 4 verticilli: calice – corolla – androceo – gineceo) e pentameri (calice e corolla formati da 5 elementi). Si distinguono in:
- fiori del raggio (esterni): in genere sono assenti;
- fiori del disco si distinguono in periferici e centrali; quelli periferici sono femminili e sono attinomorfi; quelli centrali sono ermafroditi con corolle campanulate.

- Formula fiorale:

*/x K {\displaystyle \infty }, [C (5), A (5)], G 2 (infero), achenio 
- Calice: i sepali del calice sono ridotti ad una coroncina di squame.

- Corolla: le corolle dei fiori periferici in genere sono di tipo ligulato-filiforme; il colore delle corolle è giallo. Le corolle dei fiori del disco sono tetramere (a quattro lobi) a forma campanulata; sono colorate come quelle dei fiori periferici.

- Androceo: l'androceo è formato da 4 stami sorretti da filamenti generalmente liberi; gli stami sono connati e formano un manicotto circondante lo stilo. Le antere sono codate (non sono calcarate); le appendici delle antere, se presenti sono a forma ovata. Il tessuto endoteciale (rivestimento interno dell'antera) è quasi sempre polarizzato (con due superfici distinte: una verso l'esterno e una verso l'interno). Il polline è sferico con un diametro medio di circa 25 micron;  è tricolporato (con tre aperture sia di tipo a fessura che tipo isodiametrica o poro) ed è echinato (con punte sporgenti).

- Gineceo: l'ovario è infero uniloculare formato da 2 carpelli. Lo stilo, il recettore del polline, è profondamente bifido con due stigmi divergenti, troncato e con le linee stigmatiche marginali separate. I due bracci dello stilo hanno una forma da lanceolata a deltoide e possono essere papillosi o ricoperti da ciuffi di peli.

Frutti. I frutti sono degli acheni senza pappo. L'achenio ha una forma ellissoide; sulla superficie sono presenti diversi tricomi doppi. Il pappo è formato da setole capillari barbate e libere. Lunghezza degli acheni: 0,5-0,8 mm.

## Biologia
Impollinazione: l'impollinazione avviene tramite insetti (impollinazione entomogama tramite farfalle diurne e notturne).

Riproduzione: la fecondazione avviene fondamentalmente tramite l'impollinazione dei fiori (vedi sopra).

Dispersione: i semi (gli acheni) cadendo a terra sono successivamente dispersi soprattutto da insetti tipo formiche (disseminazione mirmecoria). In questo tipo di piante avviene anche un altro tipo di dispersione: zoocoria. Infatti gli uncini delle brattee dell'involucro (se presenti) si agganciano ai peli degli animali di passaggio disperdendo così anche su lunghe distanze i semi della pianta. Inoltre per merito del pappo (se presente) il vento può trasportare i semi anche a distanza di alcuni chilometri (disseminazione anemocora).

## Distribuzione e habitat
La specie di questa voce è distribuita in Africa meridionale.

## Sistematica
La famiglia di appartenenza di questa voce (Asteraceae o Compositae, nomen conservandum) probabilmente originaria del Sud America, è la più numerosa del mondo vegetale, comprende oltre 23.000 specie distribuite su 1.535 generi, oppure 22.750 specie e 1.530 generi secondo altre fonti (una delle checklist più aggiornata elenca fino a 1.679 generi). La famiglia attualmente (2021) è divisa in 16 sottofamiglie; la sottofamiglia Asteroideae è una di queste e rappresenta l'evoluzione più recente di tutta la famiglia.

### Filogenesi
La specie di questa voce è descritta nella sottotribù Symphyllocarpinae (tribù Athroismeae). La tribù Athroismeae, una delle 21 tribù della sottofamiglia Asteroideae, fa parte del supergruppo (o sottofamiglia) "Asteroideae grade"; l'altro è il supergruppo "Non-Asteroideae".  In base alle ultime ricerche nella tribù sono stati individuate 5 sottotribù. La sottotribù Symphyllocarpinae si trova, da un punto di vista filogenetico, nel "core" della tribù insieme alla sottotribù Anisopappinae. La sottotribù è caratterizzata da foglie sessili, da capolini del tipo disciforme, dal ricettacolo privo di pagliette e dalle corolle interne tetramere.
All'interno della sottotribù A. villosa occupa, da un punto di vista filogenetico, una posizione "basale" (è il primo gruppo che si è separato dalle Symphyllocarpinae.
I caratteri distintivi della specie  Artemisiopsis villosa sono:
- le brattee dell'involucro sono cartilaginee;
- il pappo è formato da setole capillari libere.

In precedenti trattazioni questa specie era descritta all'interno della tribù Gnaphalieae.

### Sinonimi
Sono elencati alcuni sinonimi per questa entità:
- Amphidoxa villosa O.Hoffm.
- Amphidoxa lasiocephala  O.Hoffm.
- Artemisiopsis linearis  S.Moore